# Idun Peak
Der Idun Peak ist ein kleiner Berggipfel der Asgard Range im ostantarktischen Viktorialand. Er ragt zwischen Mount Thundergut und dem Veli Peak auf.
Nach einem gemeinsamen Vorschlag des Advisory Committee on Antarctic Names und des New Zealand Antarctic Place-Names Committee ist er seit 1976 nach Idun benannt, Göttin der Jugend und Unsterblichkeit aus der nordischen Mythologie.